# Baeopogon
Baeopogon är ett litet fågelsläkte i familjen bulbyler inom ordningen tättingar. Släktet omfattar endast två arter som förekommer i Västafrika och Centralafrika:
- Vitögd grönbulbyl (B. indicator)
- Vitstjärtad grönbulbyl (B. clamans)